# Gustav Heinrich von Patkul
Gustav Heinrich von Patkul (* 23. April 1698 in Rosenbeck, Kirchspiel Roop; † 1778) war ein livländischer Landmarschall und Landrat.

## Leben

### Herkunft und Familie
Gustav Heinrich  war angehöriger des baltischen Adelsgeschlechts Patkul. Seine Eltern waren der Landrat Gustav Magnus von Patkul auf Rosenbeck († 1723) und Wendula, geborene von Ceumern, verwitwete Friedrichs (1663–1720). Er vermählte sich 1742 mit Wendula, geborene von Freymann aus dem Hause Nursie, verwitwete von Bachmann († 1761). Die Ehe blieb kinderlos.

### Werdegang
Patkul war Erbherr auf den Gütern Rosenbeck, im Kirchspiel Roop, Kreis Wolmar und Drobbusch im Kirchspiel Arrasch, Kreis Wenden. Er förderte den Bau eines Versammlungshauses der Brüdergemeinde im Kirchspiel Roop. 1727 war er Ordnungsgerichts-Adjunkt. In den Jahren 1742 bis 1747 war er livländischer Landmarschall und unterzeichnete in dieser Stellung die Ritterschaftsmatrikel von 1742. Von 1750 bis 1765 war er gewählter livländischer Landrat.